# Сюромошур
Сюромошур— деревня в Селтинском районе Удмуртской Республики.

## Общие сведения
По одной из версий, первые поселенцы появились в XVI—XVII вв.
Считается, что деревню образовали представители воршудного рода — Монья. Один из рода Монья поднялся по реке Арлети дальше по притокам, похожим на рога, до родника. Здесь он поселился со своей семьей и назвал поселение «Сюромошур» (удм. «сюро» — рога, «шур» — река). У села также есть и другое название — «Мыння-кочыш», или «Кочыш», откуда — неизвестно.
Леса и лога около деревень имеют свои названия. «Чашкатэль» — лес около деревни Чашкагурт. «Кочыштэль» — лес у села Сюромошур. Сюромошурский лог — вдоль села Сюромошур.
В деревне нет своего кладбища. Хоронят людей или у деревни Старая Монья, или на Умедьгуртском кладбище. Жертвоприношения (йырпыд сетон) — в двух разных местах.
В 1931 году был образован колхоз «Серп и Молот». На территории деревни Сюромошур было центральной усадьбой колхоза. Впоследствии колхоз объединился с рыбхозом «Арлеть».
Раньше в селе были слесарная и столярная мастерские, конюшня, свиноферма, пасека.
На фронт из села было призвано 311 человек, не вернулось с войны 226 человек.
В 1989 году в селе появилась асфальтовая дорога, которая доходит до ферм д. Аяшур и д. Якимовцы.
В марте 1994 года Президиум Государственного Совета Удмуртии принял решение об образовании на территории Селтинского района Сюромошурского сельского Совета.

#### Транспорт
До села ходят рейсовые автобусы   с 2016 года

## Известные люди села
- Кудяшев Юрий Петрович — 9 лет возглавлял Совет Министров УАССР.
- Масленников И. Ф. — генерал.